# Блайт Тауншип (округ Скайлкілл, Пенсільванія)
Блайт Тауншип (англ. Blythe Township) — селище (англ. township) в США, в окрузі Скайлкілл штату Пенсільванія. Населення — 811 особа (2020).

## Демографія
Згідно з переписом 2010 року, у селищі мешкали 924 особи в 384 домогосподарствах у складі 255 родин. Було 426 помешкань
Расовий склад населення:
| - 98,3 % — білих - 0,2 % — азіатів - 0,1 % — корінних американців - 0,1 % — чорних або афроамериканців |

До двох чи більше рас належало 1,0 %. Частка іспаномовних становила 1,8 % від усіх жителів.
За віковим діапазоном населення розподілялося таким чином: 20,8 % — особи молодші 18 років, 60,7 % — особи у віці 18—64 років, 18,5 % — особи у віці 65 років та старші. Медіана віку мешканця становила 42,8 року. На 100 осіб жіночої статі у селищі припадало 96,6 чоловіків;  на 100 жінок у віці від 18 років та старших — 93,7 чоловіків також старших 18 років.
Середній дохід на одне домашнє господарство  становив 64 641 долар США (медіана — 53 750), а середній дохід на одну сім'ю — 72 678 доларів (медіана — 61 806). Медіана доходів становила 41 750 доларів для чоловіків та 32 422 долари для жінок. За межею бідності перебувало 6,6 % осіб, у тому числі 10,0 % дітей у віці до 18 років та 5,7 % осіб у віці 65 років та старших.
Цивільне працевлаштоване населення становило 476 осіб. Основні галузі зайнятості: освіта, охорона здоров'я та соціальна допомога — 20,0 %, роздрібна торгівля — 18,7 %, виробництво — 16,2 %.